# Ayano Yamane
Ayano Yamane (jap. やまね あやの lub 山根 綾乃 Yamane Ayano) – ur. 18 grudnia 1977 w Awaji, Japonia – japońska rysowniczka mangi, tworząca przede wszystkim mangi z gatunku yaoi. Zadebiutowała w 2002 r. serią Finder. W 2007 r. na podstawie jej komiksu Ikoku Irokoi Romantan zrealizowana została dwuodcinkowa seria OAV pod tym samym tytułem.

## Twórczość
- Final Fantasy VIII dj – Gun Mania (1999; komedia, dōjinshi, shōnen-ai)
- Final Fantasy VIII dj – Sweet Pain (1999; dōjinshi, yaoi)
- Double Face (jap. ダブルフェイス) (2001; dramat, yaoi; Core Magazine; 2 rozdz.)
- Seria Finder (jap. ファインダー) (2001; akcja, dramat, adult, smut, yaoi; Biblos (2001)/Libre Shuppan (2007); 9 tomów)
- Cat and Master Dog (2002; komedia, yaoi; Bilbos; one-shot)
- Ikoku Irokoi Romantan (jap. 異国色恋浪漫譚), ISBN 4-87734-623-6, Core Magazine, 2003
- Artbook Aya (2004; yaoi; 1 tom)
- Crimson Spell (jap. クリムゾン・スペル; ISBN 4-19-960292-5) (2004; przygodowy, fantasy, yaoi; Tokuma Shoten; 4 tomy)
- Crimson Spell (jap. クリムゾン・スペル), ISBN 4-19-960292-5, Tokuma Shoten, 2005
- Crimson Spell 2 (jap. クリムゾン・スペル ２), ISBN 978-4-19-960339-6, Tokuma Shoten, 2007
- Finder (2007; akcja, dramat, smut, yaoi; Libre; 1 rozdz.)